# Сейчас позднее, чем ты думаешь
«Сейча́с поздне́е, чем ты ду́маешь» — двенадцатый студийный альбом группы «Алиса», вышедший в 2003 году. Перед изданием альбома был выпущен сингл «Без креста». На песни «Родина», «Небо славян» и «Антихрист» были сняты видеоклипы.
В основу названия альбома легли слова иеромонаха Серафима (Роуза): «Сейчас позже, чем мы думаем. Апокалипсис уже совершается!». Константин Кинчев объяснил название следующим образом:

«Полезно задумываться о том, что сейчас уже поздней, чем мы думаем, поскольку смерть, она настигает каждого из нас. И зачастую, как правило, внезапно».

## История
В марте 2003 года группа «Алиса» начала запись альбома на студии «Добролёт» в Санкт-Петербурге. Летом записанный материал группа сводила в Германии в городе Кёльн. Сведение длилось до середины июля. С этого момента началось сотрудничество группы с немецким звукорежиссёром: над всеми последующими альбомами работал именно он. У «Сейчас позднее, чем ты думаешь» существовали рабочие названия: «Антихрист» и «Небо славян».
В сентябре состоялись съёмки видеоклипов на песни «Родина» и «Небо славян». В начале октября вышел сингл «Без креста», в который вошли песни «Родина», «Без креста» (с участием Чижа), концертная версия «Песни без слов» и видеоклип на песню «Родина». 15 октября вышел сам альбом «Сейчас позднее, чем ты думаешь». Также вышли клипы на песни «Небо славян» и «Антихрист» (концертный). Их ротация на телевидении была сокращена до минимума. В октябре состоялась пресс-конференция, посвящённая выходу альбома, в которой принял участие дьякон Андрей Кураев и представитель ВМФ Игорь Дыгало.
С момента выхода альбома по конец ноября прошёл тур по городам России, Белоруссии и Украины, посвящённый выходу нового альбома и двадцатилетию группы. После окончания тура в конце ноября группу покинули её основатели — гитарист Андрей Шаталин и барабанщик Михаил Нефёдов.
Последний домашний концерт группы в классическом составе был записан и выпущен на диске «Мы вместе XX лет».

## Список композиций
Все тексты написаны Константином Кинчевым, вся музыка написана Константином Кинчевым.
| №   | Название           | Длительность |
| --- | ------------------ | ------------ |
| 1.  | «Родина»           | 4:05         |
| 2.  | «Небо славян»      | 4:35         |
| 3.  | «Непокорные»       | 3:52         |
| 4.  | «Без креста»       | 5:43         |
| 5.  | «Грязь»            | 4:04         |
| 6.  | «Всадники»         | 6:45         |
| 7.  | «Антихрист»        | 3:28         |
| 8.  | «Инок, воин и шут» | 5:13         |
| 9.  | «Званые»           | 6:09         |
| 10. | «Душа»             | 6:46         |

- «Родина» была записана при участии дочери Константина Кинчева, Веры. Также она пела свою партию на большинстве концертов при исполнении этой песни. На композицию был снят видеоклип, съемки проходили в сентябре 2003 года. Была написана в Ленинградской области (Сабо) 21.04.2001[3].
- «Небо славян» по определению Константина Кинчева — «это песня не про анализ крови, а про то, что все мы единоверцы, то есть едины в вере, едины в любви к Родине, едины в гордости за свою страну и её историю, едины в желании не поганить то, что создавалось веками, а поганящих пресекать»[4]. Песня была написана в поезде Санкт-Петербург-Москва 22.10.2000. Впервые она была исполнена в Санкт-Петербурге в прямом эфире радио «Ностальжи» 15.12.2000 года . Группа «Федорино горе» сделала кавер-версию песни в женском хоровом исполнении. Песня активно исполняется фанатами футбольного клуба «Зенит».
- «Непокорные» была написана в Москве (Покровка) 14.11.2002.
- «Без креста» была написана в Москве (Покровка) 04.06.2002.
- «Грязь» была включена только во второе издание альбома. Впервые была исполнена в акустическом варианте 6 февраля 2002 года на «Радио Шансон» в программе «Стриж-тайм». Была написана в Ленинградской области (Сабо) 22.04.2001.
- «Всадники» — центральная песня альбома по мощи и драматизму по мнению Константина Кинчева[1]. «В песне „Всадники“ беру всего лишь эпизод Апокалипсиса — явление Вестников Знамений, я их называю „Опричниками Небес“. Но, вместе с тем, в эту песню мне хотелось вложить весь таинственный смысл Силы Конца Света, неотвратимость Победы Бога над дьяволом. А поэтическая форма штука весьма ёмкая, поэтому, чтобы достичь силы ощущения, которое у меня вызвало прочтение Апокалипсиса, я просто позволил себе поменять всадников местами. Я попытался вместить в одну песню всю суть Откровения Иоанна Богослова. А суть в том, что Свет победит»[5].
- «Антихрист» был написан первым, и остальные композиции собирались вокруг него[1]. Изначально планировалось создать вокруг песни жёсткий обличительный альбом, но когда появились другие песни, акцент сменился[6]. Песня родилась не без влияния Мэрилина Мэнсона[6]. Видеоклип, представляющий собой запись исполнения песни на концерте «Мы вместе XX лет», транслировался по телевидению. «Антихрист» был написан в Ленинградской области (Сабо) 01.10.1999. Текст песни представляет собой смесь цитирования 6 главы 7 стиха «Откровения Иоанна Богослова» с критикой негативных тенденций современного мира.

- «Инок, воин и шут» был написан 18.10.2001 во Владивостоке. Звучание зала («Моя светлая Русь») было записано в Санкт-Петербурге летом 2003 года[7]. Константин Кинчев говорил, что для человека, выходящего на сцену, важно быть пророком, шутом и воином, и для него самого ближе всего шутовство[8].
- «Званые» — самая главная песня с альбома по мнению Константина Кинчева:[1] песни «„Грязь“ и „Без креста“, по моему замыслу, являются как бы предтечей таких песен как „Всадники“ и „Антихрист“, которые в свою очередь готовят „почву“ для главной доминанты альбома — песни „Званые“»[9]. Песня была написана в Москве (Покровка) 14.11.2000.
- «Душа» впервые была исполнена в акустическом варианте 8 июня 2001 года на концерте в БКЗ Октябрьский. Программа: «Немного огня в середине пути…» Выступили: АлисА, Чиж и Пикник. После исполнения песни Кинчев произнёс: «Неожиданно вышла премьера песни». Песня была написана в Москве (Покровка) 13.11.2000.

## Список исполнителей
- Константин Кинчев — вокал
- Петр Самойлов — бас-гитара, бэк-вокал
- Андрей Шаталин — гитара
- Михаил Нефёдов — ударные
- Евгений Лёвин — гитара
- Дмитрий Парфёнов — клавишные, колокола (9)

Приглашённые музыканты
- Сергей «Санджи» Поляков — барабаны (1-7, 9-10)
- Чиж — вокал (9), гармоника («Без креста» на сингле)
- Вера Панфилова — голос (1)
- Михаил Борзыкин — intro (в начале перед 1)
- Сергей Большаков — тамтам (10)
- Рушан Аюпов — баян (4)

Технический персонал
- Юрий Шлапаков — звук,
- Вячеслав Батогов, Левон Арутюнов, Андрей Мельник — администраторы

## Оформление
Коллекционное издание диска содержит сингл «Без креста» и две книжки — одна с текстами песен, вторая с отзывами. На обложке поставлен старый классический логотип группы с двумя буквами «А» в виде звёзд. На обложке изображены бритые налысо люди с печатями на лбу. Для оформления были приглашены желающие «алисаманы», которые были готовы расстаться со своими волосами.

## Издания
- Впервые альбом был издан в 2003 году «Продюсерским Центром Игоря Матвиенко» и «Мороз Мьюзик». После этого был выпущен второй авторский вариант альбома, дополненный песней «Грязь».
- В 2009 году Real Records переиздал 17 номерных альбомов «Алисы» в большом картонном боксе. Издания в формате Digipack дополнены бонус-треками с концертных альбомов.
- В 2014 году «Сейчас позднее, чем ты думаешь» переиздан Bomba Music на грампластинке, тираж напечатан в Германии.

## Критика
Андрей Бурлака в своей рок-энциклопедии подчеркнул, что «Сейчас позднее, чем ты думаешь» стал свидетельством нового шага в духовных исканиях Кинчева: отныне он обратился к православию, отказался от выступлений во время церковных постов и любых способов стимуляции психики, решив вести здоровый образ жизни, к чему призвал и свою аудиторию. В музыкальном отношении все работы «Алисы» этого периода различались не слишком заметно, «дрейфуя по тяжёлой части спектра современной музыки».